# 船田ミサヲ
船田 ミサヲ（ふなだ ミサヲ、1872年2月21日（明治5年1月13日） - 1956年（昭和31年）5月19日）は、日本の教育者・婦人活動家である。澤田亀らとともに済美高等女学校（現：済美高等学校）を創設し、専務理事・理事長を歴任して同校の基礎を築いた。また、戦前の愛媛県内における婦人活動の草分け的存在としても知られ、愛媛県内の様々な婦人団体の役員を務めている。1956年（昭和31年）、愛媛県の教育界での尽力が評価されて藍綬褒章を受章した。

## 生涯

### 生い立ち

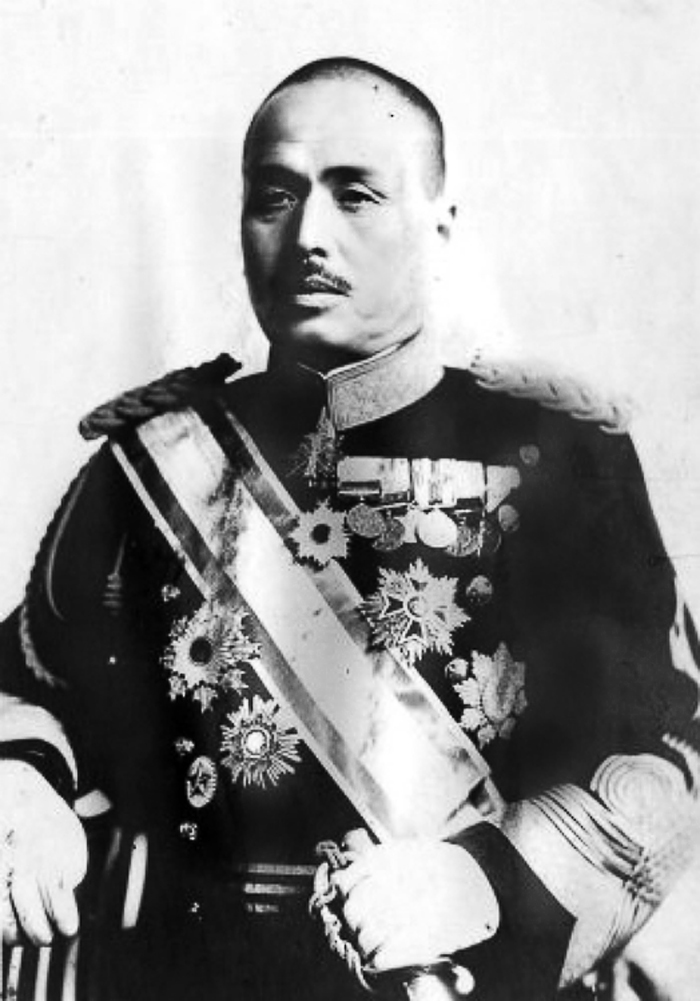
兄 白川義則（陸軍大将）

1872年（明治5年）1月13日に愛媛県松山市柳井町に生まれる。元伊予松山藩の上級藩士であった父・白川親応と母・仲の間の四人兄妹の末っ子の長女であった。すぐ上の兄に、陸軍大将となる白川義則がいる。父・親応は明治維新後に材木商で財を成し、白川家はかなり裕福な生活を送ることができた。しかし、親応の事業は次第に行き詰まり、最終的には家屋敷も人手に渡る苦しい生活の中で、親応は急死した。
白川家の生活は一層苦しくなり、母・仲のもとには由緒ある白川家の名を買いたいという申し出も多かったが仲は耳を貸さず、炭屋や餅屋を始めて女手一つで生活を支えた。そのような生活の中でも子供たちの教育には力を注ぎ、ミサヲにも琴や舞の稽古を続けさせ、後に日本女子大学創設に関わった三輪田眞佐子の塾に通わせて漢文や国文を学ばせた。兄の義則は授業料のかからない陸軍教導団に進み、ミサヲも1886年（明治19年）に愛媛県師範学校附属小学校高等科を卒業すると、そのまま教員見習いとなった。この時、同じ学校で、後に夫となる船田金太郎と知り合っている。1891年（明治24年）、母とともに兄・義則の任地である広島に移り、女学校の教師を務めながら外国人について英語を学んだ。

### 教育者として
1892年（明治25年）に、伊予鉄道の技師長となっていた船田金太郎と結婚。当時としては珍しい恋愛結婚であった。同年、松山幼稚園（現：済美幼稚園）の保母主任となり、結婚後も教育の仕事をつづけた。このころ、沢田裁縫伝習所を経営していた澤田亀と知り合い意気投合している。松山幼稚園では「母の会」を設立。1905年（明治38年）には、清水貞子ら知名人の夫人らと勝山婦人会を結成して「母の会」を合同させ、同年、光野マス子の裁縫研究所の経営を勝山婦人会が引き継いで私立学校令による勝山女学校とした。
1907年（明治40年）に清家久米一郎に経営を譲って一旦勝山女学校を離れ、新たに家政女学会を設立した。1908年（明治41年）、ミサヲの家政女学会は、澤田亀の澤田裁縫学校と合同して愛媛実科女学校となった。さらに1911年（明治44年）には勝山女学校と合併し、済美高等女学校を設立。専務理事として学校経営にあたり、以後、特に学校施設の拡充のための資金獲得の分野で尽力した。ミサヲは、地元松山はもとより関西や東京にも出向いて地縁・血縁を頼りに寄付を募った。ミサヲの資金集めには、兄・義則による応援が大きな後ろ盾となった。最終的に陸軍大将まで昇進した義則は、様々な会合に参加して、妹と故郷の教育のために協力を惜しまなかった。
済美高等女学校以外でも、上の兄二人が生まれつき目が弱かったこともあり、1906年（明治39年）に松山に盲啞学校を作ることになったときにも力を尽くしている。1919年（大正8年）には、同年設立された松山高等学校の学生のために市の公会堂を寮とする交渉を行い、これが成功して緑寮となると寮母として学生たちの世話にあたった。

### 婦人活動家として
1901年（明治34年）の愛国婦人会愛媛支部の設置に関わって以降、ミサヲは様々な愛媛県内の婦人団体に関わった。1919年（大正8年）には大阪市で開かれた第一回婦人会関西聯合大会に愛媛県代表として松崎ノブとともに参加し、翌1920年（大正9年）には愛媛県聯合婦人大会と婦人問題研究会を主宰。前者は2000人、後者は800人の参加者を集めた。さらに1921年（大正10年）には400人が参加した四国地方聯合婦人大会を主催。1927年（昭和2年）には昭和婦人会を結成して会長に就任している。
1935年（昭和10年）7月13日に国防婦人会松山支部が結成されると支部長に就任。1939年（昭和14年）に軍関係者以外の役員を置くことになった愛国婦人会愛媛県支部には副本部長として迎えられている。1942年（昭和17年）に、婦人団体3団体（国防婦人会・聯合婦人会・愛国婦人会）が統合されて大日本婦人会が発足することになると、愛媛県支部顧問・松山支部長に選任された。大日本婦人会松山支部の結成式では、支部長となったミサヲ以下の会員が「大東亜戦争完遂のため高度国防国家の建設に力を尽くし、以て戦時下女性の任務を完うせんこと」を誓い合った。

### 太平洋戦争後

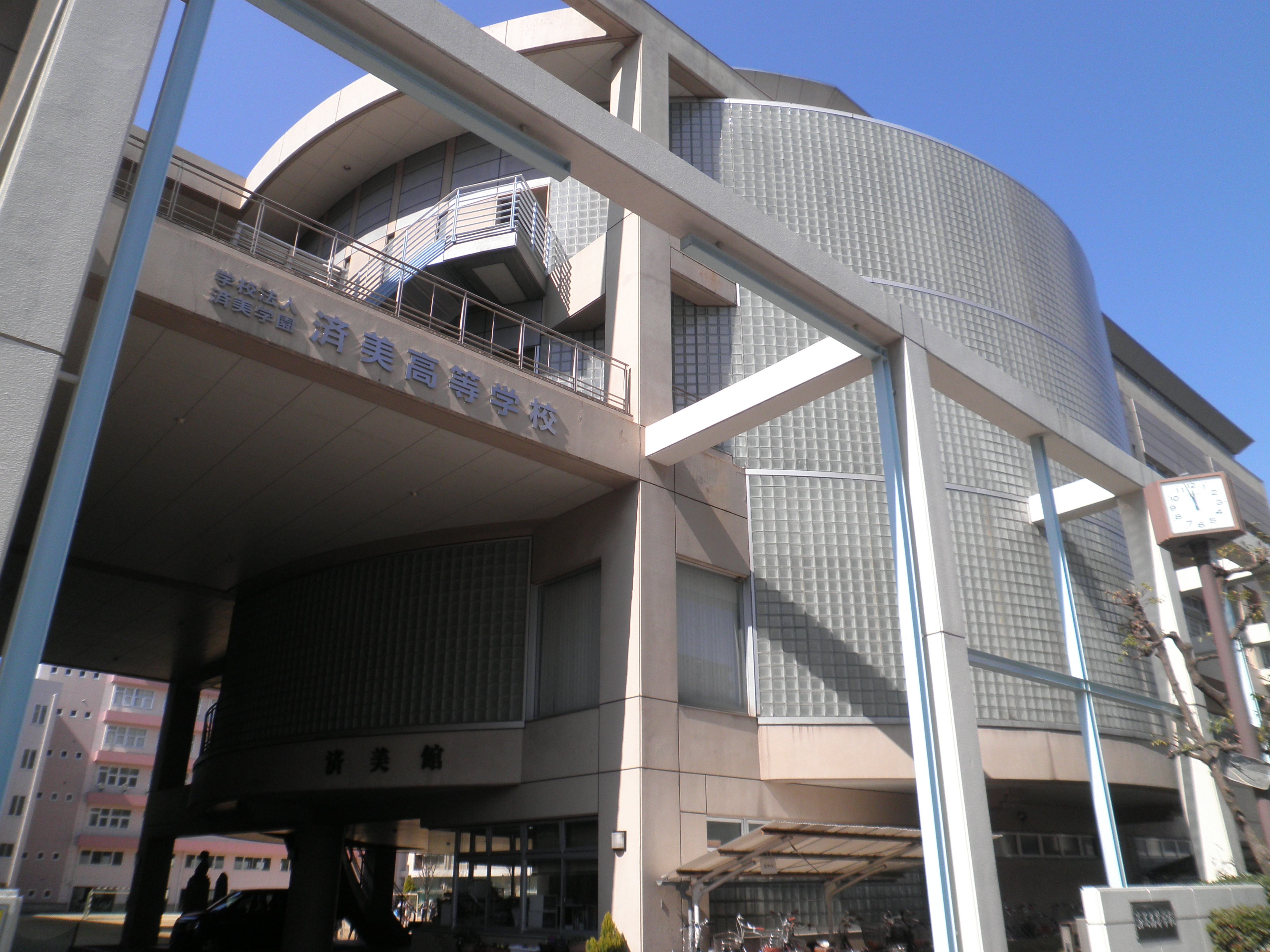
現在の済美高等学校

済美高等女学校は松山大空襲で用務員や生徒が犠牲になり校舎も大きな被害を受け、終戦後のミサヲは学校再建に苦闘することとなる。そんな中の1946年（昭和21年）、戦時中の軍国主義的な婦人活動が咎められて公職追放処分を受け学園を追われた。しかし、周囲の熱心な運動が実って1948年（昭和23年）に公職追放は解除され、済美学園理事長として復帰して、学園の再興に尽力した。1953年（昭和28年）からは松山幼稚園（現：済美幼稚園）の理事長と園長も兼ねた。
1956年（昭和31年）、ミサヲは済美高等学校の入学式に病をおして出席した。両脇を支えられながら壇上に上がったが、壇上に立つと背筋をまっすぐに伸ばし、よどみなく祝辞を読み上げる姿は、明治女の気骨を感じさせるものだったという。翌日の済美幼稚園での入園式の壇上で倒れた。5月19日、松山市新玉町の自宅で84歳で死去した。その日は夫・金太郎の命日でもあった。

## 業績と評価
ミサヲは、澤田亀や名校長と称えられた富田昌兮とともに、1901年（明治34年）に一軒の民家から始まった済美学園の基礎を築いた。14歳で教壇に立ち、その後70年にわたって教育に携わったミサヲは、1950年（昭和25年）教育勅語渙発40周年記念表彰・教育功労者として愛媛県知事表彰、1953年（昭和28年）学制発布80周年記念文部大臣賞、1954年（昭和29年）愛媛県教育文化賞、1956年（昭和31年）藍綬褒章などを受賞している。
済美高等女学校では、ミサヲ自身がスポーツが好きだったこともあり、生徒に自信と誇りを持たせることを目指してスポーツに力を入れた。テニス・バスケットボール・卓球や陸上の走り高跳び・砲丸投げなどで日本一を獲得し、他にも陸上・バレーボール・体操・ダンスなどで優秀な成績を残し、スポーツ済美の名声を全国にとどろかせた。
1956年（昭和31年）11月、ミサヲを讃える胸像が済美学園の玄関前に建立されている。

## 人物
ゆったりとした体つきで姿勢が良く、誰に対しても伊予弁で自分の意見を堂々と述べるミサヲは、「女傑」と呼ばれた。琴や日本画、書道に優れ、晩年には能楽や謡曲も嗜むなど趣味が広く話題が豊富だったミサヲの周りには多くの人が集まり、そうした人たちからは「おばさん」と呼ばれた。
夫の金太郎とは、当時としては珍しい恋愛結婚で、夫婦仲もよく幸福な家庭生活であったという。結婚当初はなかなか子供ができなかったため甥の彰を養子としたが、その後夫妻には実娘のキミが生まれている。夫の金太郎とは1917年（大正6年）に死別している。
ミサヲは、資金集めをはじめとする学校経営に手腕を発揮したが、その傍ら家庭科の教師としても教壇に立ち続けた。「母親の育て方で子供の人格は決まる」という信念で教えるミサヲの授業は、厳しくも親しみやすく分かりやすい講義として生徒から好評であった。
明治末から戦前の愛媛県の婦人活動の中心的な存在ではあったが、婦人参政権運動には批判的であった。1928年（昭和3年）に海南新聞社が市川房枝や武知美与子らを招いて開催した「婦人参政権問題座談会」では、市川の要望した婦選獲得同盟松山支部の設立に、愛国婦人会愛媛支部の竹田津春江と婦人矯風会松山支部の野本チヨらが積極的であったのに対して、ミサヲは時期尚早と主張している。